# Sylk-E. Fyne
Sylk-E. Fyne – raperka z południowo-centralnej części Los Angeles. Wydała dwa albumy, współpracowała z zespołem Bone Thugs-n-Harmony, gościła na wielu albumach hiphopowych wydanych w latach 1990.

## Wydawnictwa

### Albumy
- Raw Sylk (RCA Records, 1998)
- Tha Cum Up (Rufftown, 2000)

### Single
| Rok  | Tytuł                                     | Album      |
| ---- | ----------------------------------------- | ---------- |
| 1998 | "Romeo and Juliet"                        | Raw Sylk   |
| 2000 | "Ya Style"(feat. Snoop Dogg & Bizzy Bone) | Tha Cum Up |